# Ambia albiflavalis
Ambia albiflavalis là một loài bướm đêm trong họ Crambidae.